# Wize.life
wize.life war ein deutschsprachiges Service- und News-Portal mit aktiver Community. Es bezeichnet sich selbst als „Community für Menschen mit Erfahrung“. Registrierte Nutzer können sich über Ernstes und Alltägliches austauschen, ihre Meinung im Rahmen der Gesetze offen kundtun, Fotos hochladen, Gruppen nach Interesse gründen sowie Freunde oder Partner finden. Die Plattform wird [Quelle?] von rund 300.000 Nutzern im Monat besucht und verzeichnet dabei 17 Millionen Seitenaufrufe.
Am 11. Oktober 2016 benannte sich das Netzwerk von seniorbook in wize.life um; die alte Domain leitet auf die neue Domain wizelife.de um. Das Unternehmen kam damit einem Rechtsstreit mit Facebook wegen der Endung „book“ zuvor.
Zum 31. März 2022 stellte Wize life den Betrieb der Plattform ein.

## Konzept
Laut den Betreibern bildeten die Mitglieder die Mitte der Gesellschaft und zeigten ein authentisches Bild vom Älterwerden. Insbesondere das sogenannte „Schwarze Brett“, eine digitale Pinnwand, erfreute sich bei den Nutzern größter Beliebtheit. Hier ging es um Meinungsaustausch und persönliche Ansichten zu verschiedenen Themen wie Politik, Prominente oder zum Teil auch Höchstpersönliches. wize.life war gedacht als Treffpunkt im Netz vornehmlich für Menschen ab 45 Jahren.

## Datenschutz
Nutzer konnten ihre gespeicherten Daten selbst verwalten und auch löschen. Sämtliche Server der Wizelife AG standen in Deutschland und unterlagen dem deutschen Datenschutzrecht.

## Unternehmen
Die Wizelife GmbH ist zu 100 % privat finanziert. Unternehmenssitz ist Deggendorf. Initiiert wurde das Projekt von der ERL Immobiliengruppe. wize.life ist eine rein werbefinanzierte Plattform. Geschäftsführer sind Alexander Schiechel und Markus Erl.

## Belege
1. ↑  wize.life löst seniorbook ab. Abgerufen am 28. November 2016.
2. ↑  „Die Wizelife GmbH stellt zum 31. März 2022 den Betrieb der Plattform wize.life ein.“ (Memento vom 7. März 2022 im Internet Archive)
3. ↑  Focus Online. 27. Februar 2012
4. ↑  Computer Bild Online. 9. November 2013
5. ↑  Unternehmen. wize-life, abgerufen am 8. Dezember 2016.
6. ↑  Impressum. Abgerufen am 8. Dezember 2016.